# Корто Мальтезе
Ко́рто Мальте́зе (итал. Corto Maltese) — персонаж одноимённого цикла графических новелл, созданных итальянским художником Уго Праттом в 1967—1989 годах. Цикл, снискавший международную известность, состоит из 29 законченных эпизодов. На постсоветском пространстве Корто Мальтезе известен прежде всего по полнометражному мультфильму «Корто Мальтезе: Погоня за золотым поездом».

## Биография героя
Командор Корто Мальтезе родился 10 июля 1887 года. Он сын английского моряка из Корнуолла; его мать — цыганка, колдунья и хиромантка из Севильи, позировавшая художнику Энгру. Уже в детские годы Корто увлекался чтением морских приключенческих романов (Стивенсон, Мелвилл). Детство Корто прошло в Гибралтаре, затем в Кордове, после чего мать отправила его на Мальту, в Ла Валлетту, учиться у раввина Эзры, посвятившего его в тайны Талмуда и книги Зохар. В левом ухе он носит серьгу (традиция английских моряков). Приключения Корто разворачивается в обширном географическом пространстве и на разных континентах: Латинская Америка, Африка, Азия, Европа и даже мифическая Атлантида. После 1929 года его следы теряются.

## Исторические лица
Судьба сводит Корто со многими историческими фигурами — как властителями (Чойбалсаном, атаманом Семёновым, бароном Унгерном, Чжан Цзолинем, Энвер-пашой, И. Сталиным), так и с деятелями искусств (Джеком Лондоном, Хемингуэем, Германом Гессе), а также с лицами самой дурной репутации — американским бандитом Бутчем Кэссиди и, наконец, с тёзкой и однофамильцем Распутина, очень похожим на него авантюристом.

## Повествовательные особенности
Строгость, подчас минимализм графического решения сочетаются в «Корто Мальтезе» с чрезвычайно тщательным соблюдением «местного колорита», в большинстве случаев хорошо знакомого создателю комикса. Это в первую очередь относится к реалистической проработке архитектурных деталей и соблюдению многих исторических подробностей. Но объективная реальность у Уго Пратта неотделима от волшебства и магии. В этом смысле особенно показателен эпизод «Сон зимним утром» (фр. Songe d’un matin d’hiver, впервые опубликован в журнале «Пиф» 23 марта 1972; альбомное издание вышло только в 2008 году ), само название которого отсылает к комедии Шекспира «Сон в летнюю ночь». Дело происходит в период первой мировой войны в Англии, в Стоунхендже; легендарные персонажи артуровских романов и фольклора — король фей Оберон, весельчак Пак, фея Моргана, колдун Мерлин — приходят на помощь Британии; им удаётся уберечь страну от вторжения немцев — при помощи Корто.

## Экранизации
Существует несколько анимационных адаптаций приключений Корто Мальтезе, из которых наиболее известен фильм «Корто Мальтезе: Погоня за золотым поездом». Он представляет несомненный интерес для отечественного зрителя, поскольку действие в нём отчасти разворачивается на территории революционной России . Как и в других эпизодах комикса, хотя и в значительно меньшей степени, в «Погоне за золотым поездом» присутствует фантастическое измерение.

## Памятник командору

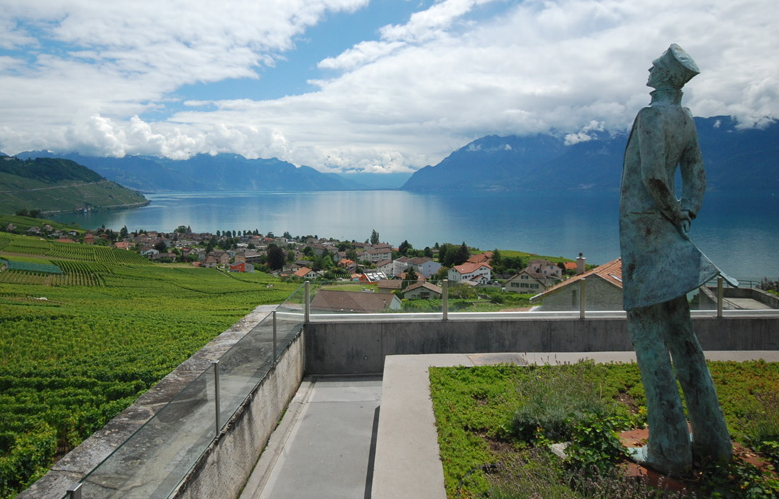
Памятник в Гранво

В 1984—1995 годах Уго Пратт жил в небольшом швейцарском городке Гранво близ Лозанны. Он был похоронен на местном кладбище. В 2005 году одной из площадей города было присвоено имя Пратта. На ней высится бронзовая скульптура Корто Мальтезе. Взгляд командора обращён на живописное озеро Леман.